# Tunnel de la Boucle
Le tunnel de la Boucle est un tunnel ferroviaire français de la ligne de Saint-Pierre-d'Albigny à Bourg-Saint-Maurice. Il est situé à l'est de Moûtiers dans le département de la Savoie en région Auvergne-Rhône-Alpes.
Tunnel hélicoïdal, il constitue la pièce maîtresse d'une série de quatre tunnels permettant au chemin de fer de gagner de l’altitude à la sortie de la gare de Moûtiers dans la vallée de la Tarentaise.

## Situation

### Ferroviaire
Établi à 492 mètres d'altitude, le tunnel hélicoïdal de la Boucle, long de 1 400 m, est situé, au point kilométrique (PK) 52,489 de la ligne de Saint-Pierre-d'Albigny à Bourg-Saint-Maurice entre le tunnel des Cordeliers no 1 (alt. 486 m) et le tunnel des Cordeliers no 2 (alt. 507 m) suivi du tunnel de la Saucette (alt. 511 m),.

### Géographique

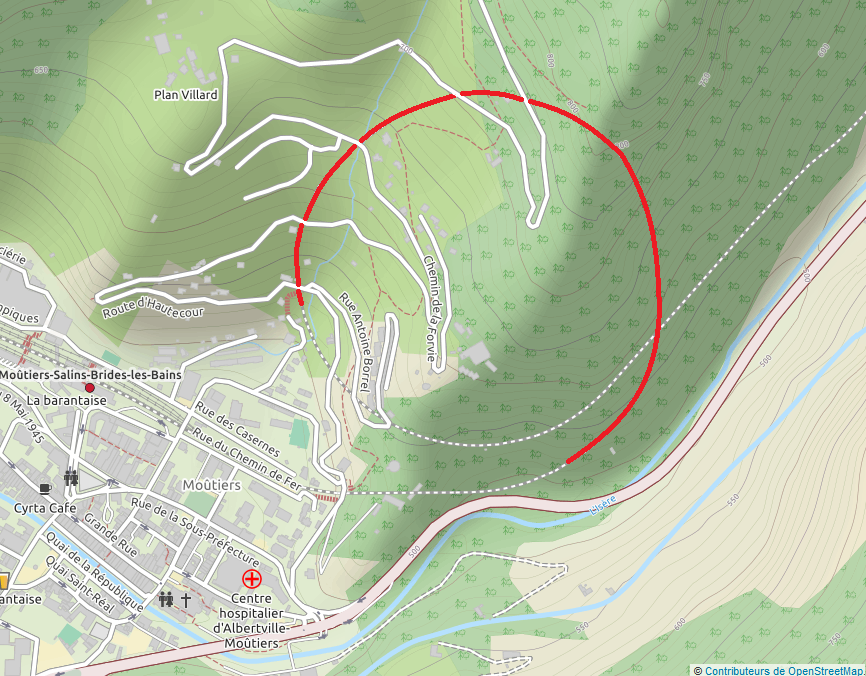
Carte du tunnel.

Le tunnel hélicoïdal de la Boucle est situé dans la vallée de la Tarentaise sur le territoire de la commune de Moûtiers dans le département de la Savoie. Cette partie de la vallée constitue une zone encaissée traversée par l'Isère à la confluence du Doron de Bozel, dans laquelle la ligne ferroviaire dispose de la seule longueur nécessaire pour desservir la gare de Moûtiers, entre le tunnel des Esserts et le tunnel des Cordeliers no 1.
En remontant la vallée en direction du nord-est, la localité de Saint-Marcel qui doit être desservie par le chemin de fer après Pomblière est située à environ 3,5 km de Moûtiers en longeant l'Isère et à 550 m d'altitude, soit une déclivité de plus de 20 mm/m difficile à franchir pour les locomotives à vapeur de l'époque.
Dans cette configuration, le tunnel est creusé sous le mont Galgan au nord-est de la ville de manière à permettre sa sortie en surplomb de l'Isère afin de rallonger la distance parcourue de plus de 1 400 m. Après son entrée, celui-ci s'écarte de l'Isère et s'enfonce dans la montagne en prenant la direction du nord avant de revenir vers Moûtiers et son point d'entrée au sud, par l'ouest.

## Histoire

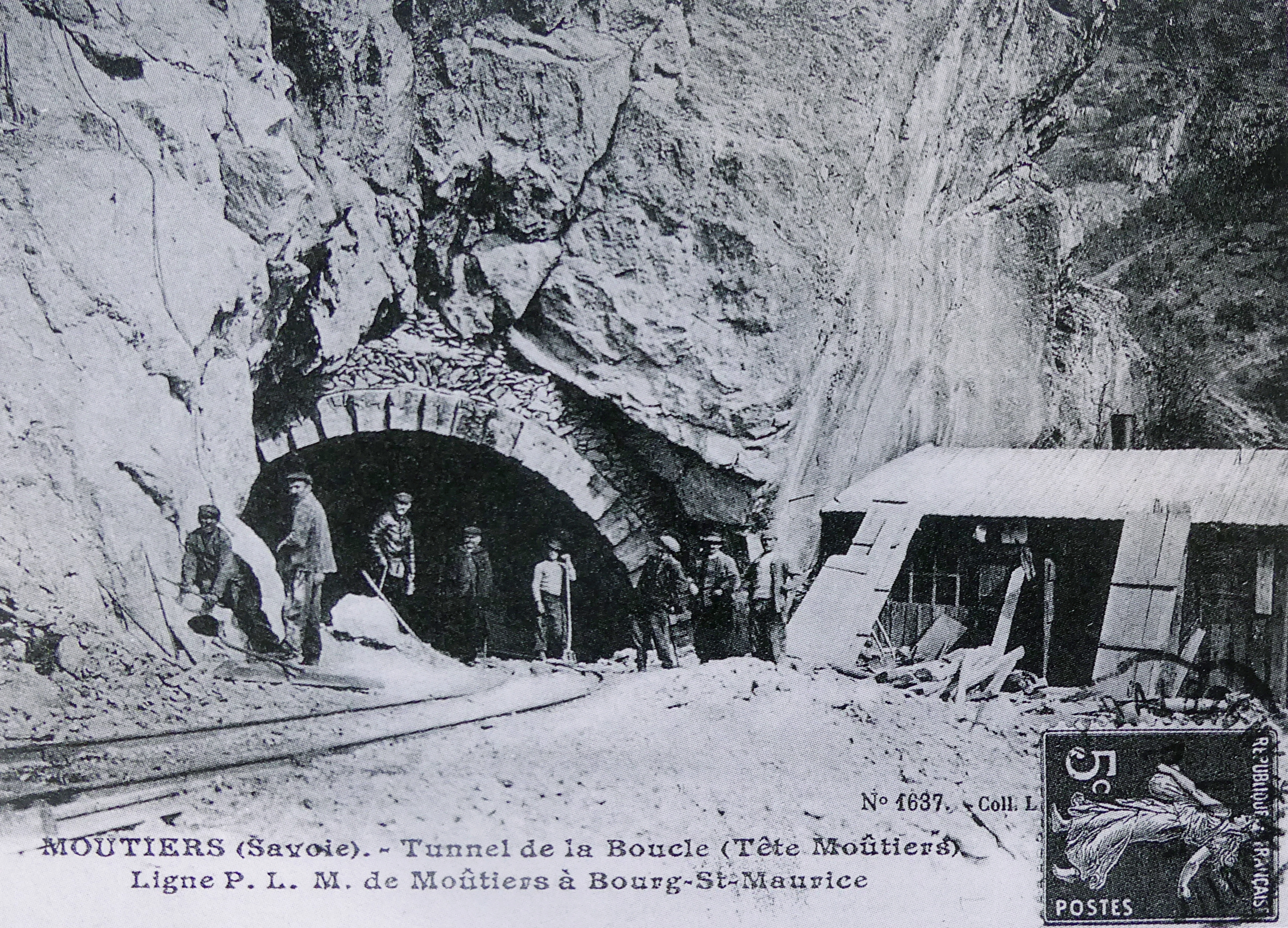
Le tunnel en construction.

Au début du XXe siècle, la ligne de la Tarentaise a pour terminus la ville de Moûtiers. Un premier projet établi en 1899 prévoit son prolongement jusqu'à Bourg-Saint-Maurice puis éventuellement vers l'Italie. Celui-ci est finalement remanié en 1903 notamment afin d'en réduire les fortes rampes et d'ouvrir une gare supplémentaire à Saint-Marcel pour les voyageurs et les marchandises avec l'usine de Pomblière. C'est dans cet esprit qu'est annoncée la création d'un tunnel hélicoïdal à la sortie de Moûtiers, une technique encore peu exploitée.
Les travaux de la nouvelle ligne débutent le 8 juin 1906 avec le tunnel des Cordeliers précédant le futur tunnel de la Boucle. Le tunnel, percé par ses deux extrémités, est achevé en décembre 1909 après trois années de travaux.
L'ensemble de la ligne, qui comporte plusieurs ouvrages d'art, nécessite encore 3 années de travaux, la pose des rails n'intervenant qu'au premier semestre de l'année 1913. La mise en service du tunnel a ainsi lieu le 20 novembre 1913, avec l'ouverture de l'exploitation sur la ligne entre les gares de Moutiers et de Bourg-Saint-Maurice,.

## Caractéristiques
Le tunnel de la Boucle est un tunnel hélicoïdal ferroviaire long de plus de 1 400 mètres et de 300 m de rayon. Construit au début du XXe siècle pour permettre le passage de locomotives à vapeur sur la ligne à voie unique de la Tarentaise, sa longueur impose toutefois de concevoir son gabarit pour une double voie afin de faciliter son aération.
Le tunnel permet à la ligne de chemin de fer de gagner environ 20 mètres d'altitude, de 490 m d'altitude à son entrée, à près de 510 m à sa sortie, afin de maintenir des rampes inférieures à 18 mm/m, franchissables par les locomotives,.

## Exploitation

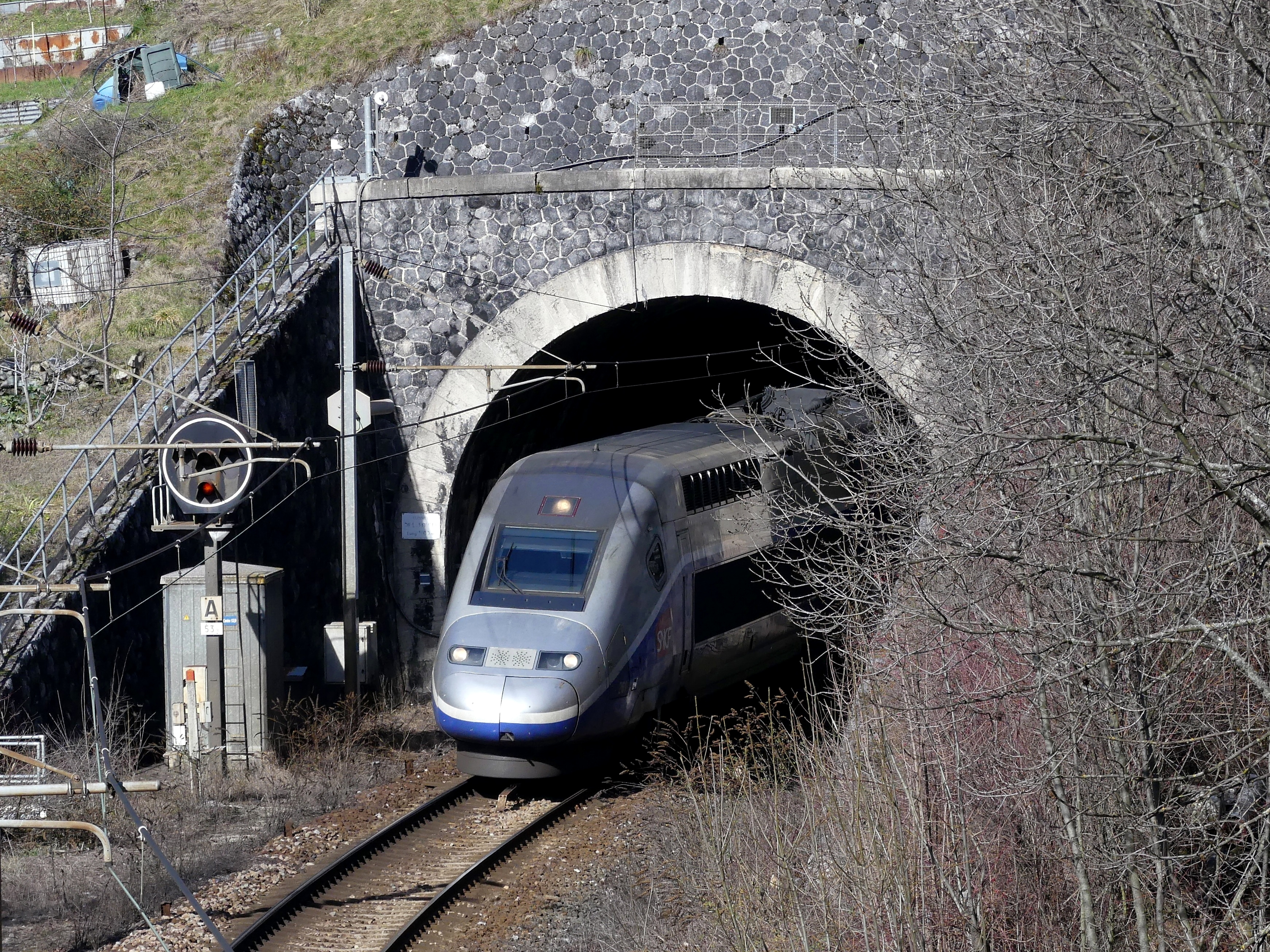
TGV saisonnier arrivant de Nantes et Rennes et sortant du tunnel, en hiver.

La ligne de la Tarentaise et le tunnel de la Boucle sont exploités par la Société nationale des chemins de fer français (SNCF) depuis sa création en 1938.
Il permet le passage d'un trafic voyageurs à destination de la gare terminus de Bourg-Saint-Maurice ainsi qu'un trafic de marchandises (sel, sodium, chlore) transitant par le site du groupe Métaux spéciaux à Pomblière-Saint-Marcel.
Le trafic voyageurs est composé en majorité de trains express régionaux entre Lyon / Chambéry et Bourg-Saint-Maurice circulant quotidiennement. À ce trafic s'ajoute un trafic TGV national et international saisonnier les week-ends d'hiver depuis Paris et des métropoles du nord et de l'ouest de la France, auxquelles s'ajoutent Londres, Bruxelles et Amsterdam. Au cours du mois de février, le tunnel est ainsi franchi par plusieurs dizaines de trains quotidiens les week-ends, principalement les samedis.
Le tunnel étant traversé par une voie unique, celui-ci ne peut accueillir en situation normale qu'un seul convoi, la voie devant être libérée à Moûtiers ou à Pomblière pour permettre l’engagement d'une autre circulation. Sa vitesse est par ailleurs limitée à 80 km/h, vitesse maximale appliquée à toute la portion de ligne de Moûtiers à Bourg-Saint-Maurice.